# クリストフ・シロドー
クリストフ・シロドー（Christoph Sirodeau, 1970年 - ）はフランス出身の作曲家、ピアニスト。

## 略歴
フランスで基礎的な教育を受けた後、ソ連に渡ってモスクワ音楽院でピアノを学んだ。帰国後にサムイル・フェインベルクのソナタ集の録音をBISからリリースしたことで話題となった。しかしながら作曲家としてもかなりの腕前を持ち、モーツァルト国際コンクール作曲部門（歌曲）第2位、フランツ・ライヌル国際作曲コンクール第2位などの賞歴を持つ。
ジョナサン・パウエルと親しく、シロドーのいくつかのピアノ独奏作品は彼の演奏技術を想定して作曲された。近年アルタルス・レコーズから、初の作品集がリリースされている。